# Le Défenseur silencieux

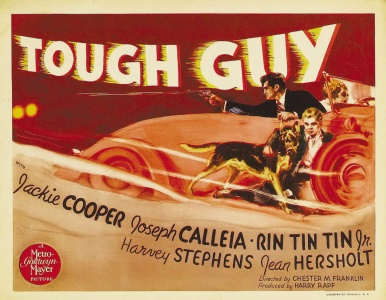
Carte promotionnelle pour le film.

Le Défenseur silencieux (Tough Guy) est un film américain réalisé par Chester M. Franklin et sorti en 1936.

## Synopsis
Le jeune « Freddie » Vincent s'enfuit de chez lui avec son fidèle chien, Duke. Après s'être cachés à l'arrière d'un camion, Freddie et Duke se retrouvent aux mains de gangsters.

## Fiche technique
- Réalisation : Chester M. Franklin[2]
- Scénario : Florence Ryerson, Edgar Allan Woolf
- Production : Harry Rapf
- Photographie : Leonard Smith
- Montage : James E. Newcom
- Musique : William Axt
- Production : Metro-Goldwyn-Mayer
- Pays de production :  États-Unis
- Durée : 76 minutes
- Date de sortie : 25 janvier 1936

## Distribution

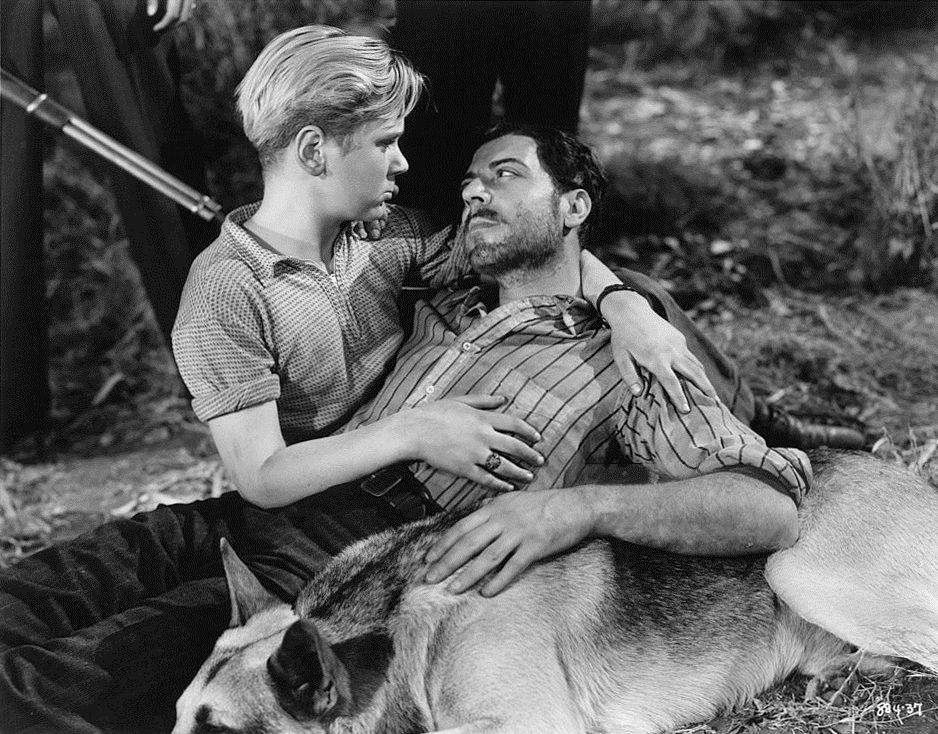
Jackie Cooper, Joseph Calleia et le chien Rin Tin Tin Jr.

- Jackie Cooper : Freddie, Frederick Martindale Vincent III
- Joseph Calleia : Joe Calerno
- Rintintin junior : Duke le chien
- Harvey Stephens : Chief Davison
- Jean Hersholt : le docteur
- Edward Pawley : Tony
- Mischa Auer : Chi
- Robert Warwick : Frederick Vincent